# Dołki (Myślachowice)
Dołki – część wsi Myślachowice w Polsce położona w województwie małopolskim, w powiecie chrzanowskim, w gminie Trzebinia.
W latach 1975–1998 Dołki leżały w województwie katowickim.